# ヘッキー・ブドラー
ヘッキー・ブドラー（Hekkie Budler、1988年5月18日 - ）は、南アフリカ共和国のプロボクサー。ヨハネスブルグ出身。元WBA世界ミニマム級スーパー王者、元WBAスーパー・IBF世界ライトフライ級統一王者。世界2階級制覇王者。日本語の記事では「ヘッキー・バドラー」や「エッキー・バドラー」と表記されることもある。

## 来歴
2007年1月5日、ケンプトンパークのエンペラーズ・パレスでデビュー戦を行い、初回TKO勝ちを収めデビュー戦を白星で飾った。
2009年4月2日、チャリティ・ムコンデレリとIBO全アフリカライトフライ級王座決定戦を行い、12回判定勝ちを収め王座獲得に成功した。
2009年9月29日、ドクター・ンツェレとIBO全アフリカライトフライ級タイトルマッチを行い、12回3-0（119-110、117-114、117-112）判定勝ちを収め初防衛に成功した。
2009年10月31日、モツワキ・モセレセレとIBO全アフリカライトフライ級タイトルマッチを行い、初回2分23秒KO勝ちを収め2度目の防衛に成功した。
2010年2月27日、フアニト・ルビアルとIBO世界ライトフライ級王座決定戦を行い、12回2-0（117-113、115-113、114-114）の判定勝ちを収め王座獲得に成功した。
2010年6月19日、フアニト・ルビアルとIBO世界ライトフライ級タイトルマッチを行い、12回2-1（116-111、115-113、113-114）の判定勝ちを収め初防衛に成功した。
2011年1月27日、IBO世界ミニマム級王者ギデオン・ブゼレジとIBO世界ライトフライ級タイトルマッチを行うも、プロ初黒星となる12回1-2（117-113、113-115、114-118）の判定負けを喫し2度目の防衛に失敗、王座から陥落した。
2011年9月24日、OPBF東洋太平洋ミニマム級王者マイケル・ランデロとIBO世界同級王座決定戦を行い、12回3-0（2者が119-109、118-110）の判定勝ちを収めIBO王座の2階級制覇を達成した。
2012年9月22日、元IBF世界ミニマム級王者フローレンテ・コンデスとIBO世界同級タイトルマッチを行い、12回3-0（116-112、118-110、115-113）の判定勝ちを収め初防衛に成功した。
2013年2月16日、レナン・トロンコとIBO世界ミニマム級タイトルマッチを行い、12回3-0（118-110、117-111×2）の判定勝ちを収め2度目の防衛に成功した。
2013年6月15日、元IBF世界ミニマム級王者でIBF世界ミニマム級8位のヌコシナチ・ジョイとIBO世界同級タイトルマッチを行い、12回2-1(116-113、115-113、112-116)の判定勝ちを収め3度目の防衛に成功した。
2013年11月9日、WBA世界ミニマム級8位でIBF世界同級9位のウーゴ・エルナン・ベルチェリとIBO世界同級タイトルマッチおよびWBA世界同級暫定王者だったヘスス・シルベストレがWBA世界同級正規王者宮崎亮に敗れ空位となったWBA世界同級暫定王座決定戦を行い、4回2分29秒TKO勝ちでWBA暫定王座の獲得に成功、IBO王座4度目の防衛に成功した。
2014年1月2日、ブドラーは宮崎亮が2013年12月に返上し空位となった正規王座への昇格をWBAに要望した。
2014年3月1日、ケンプトンパークのエンペラーズ・パレスでWBA世界ミニマム級5位のカルルイス・ディアスとWBA世界同級正規王座決定戦およびIBO世界同級タイトルマッチを行い、初回2分59秒KO勝ちを収めWBAから正規王座に認定され（記録上は暫定王座の初防衛）、IBO王座の5度目の防衛に成功した。
2014年6月21日、モナコモンテカルロのカジノ・デ・モンテカルロでWBA世界ミニマム級8位のピグミー・ゴーキャットジムとWBA・IBO世界同級タイトルマッチを行い、4回に右フックで7回には左ボディフックでダウンを奪い、8回には左ボディフックと右ボディアッパーでカウンテッドアウトでケリを付け、8回1分6秒KO勝ちを収めWBA王座の2度目、IBO王座の5度目の防衛に成功した。
2014年10月25日、モナコモンテカルロのモンテカルロ・スポーティングで元WBC世界ミニマム級王者でWBA世界同級11位の熊朝忠とWBA・IBO世界同級タイトルマッチを行い、12回3-0（2者が114-112、118-108）の判定勝ちを収めWBAは3度目、IBOは6度目の防衛に成功した。
2015年2月21日、モナコモンテカルロのモンテカルロ・スポーティングでWBA世界ミニマム級2位のヘスス・シルベストレとWBA・IBO世界同級タイトルマッチを行う予定だったが、シルベストレが前日計量で規定より18gの体重超過があり計量失格になった為、ブドラーが勝てばWBA王座並びにIBO王座を防衛し、シルベストレが勝てばWBA王座もIBO王座も空位になるとの条件で通常に行われ、試合はブドラーが12回3-0（117-110、115-112、116-111）の判定勝ちを収めWBA王座は4度目、IBO王座7度目の防衛に成功した。
2015年9月19日、ケンプトンパークのエンペラーズ・パレスでWBA世界ミニマム級5位のシンピウェ・コンコとWBA・IBO世界同級タイトルマッチを行い、12回3-0（117-111、116-112、115-113）の判定勝ちを収めWBA王座の5度目、IBO王座の8度目の防衛に成功した。
2016年1月20日、WBAはブドラーをスーパー王座に認定した。尚、ブドラーはミニマム級では初、南アフリカのボクサーとしてはシンピウィ・ベトイェカ以来2人目のスーパー王者となった
2016年3月19日、ケンプトンパークのエンペラーズ・パレスでWBA世界ミニマム級8位のバイロン・ロハスとWBA・IBO世界同級タイトルマッチを行うも、12回0-3（113-115×3）の判定負けを喫しWBA王座の6度目、IBO王座の10度目の防衛に失敗、両王座から陥落した。
2016年10月22日、ケンプトンパークのエンペラーズ・パレスでWBA世界ミニマム級10位のシヤボンガ・シヨとWBAパンアフリカンライトフライ級王座決定戦を行い、12回3-0（118-110、116-112×2）の判定勝ちを収めWBAパンアフリカン王座の獲得に成功した。
2017年2月4日、ケンプトン・パークのエンペラーズ・パレスでジョーイ・キャノイとIBO世界ライトフライ級王座決定戦を行い、8回TKO勝ちを収め王座返り咲きに成功した。
2017年9月16日、セブ市のウォーターフロント・セブシティ・ホテル&カジノでIBF世界ライトフライ級王者のミラン・メリンドと対戦し、12回1-2（115-113、110-117、112-115）の判定負けを喫し2階級制覇に失敗した。ブドラー陣営は、レフェリーが12ラウンドに下したブドラーのノックダウン裁定は間違い、12ラウンドの途中にメリンドのセコンドがメリンドの傷口にアドレナリンを塗ったのはルール違反、117-111でメリンドの勝ちと採点したジャッジは極端すぎると、IBFに提訴し、10月19日、IBFがメリンドとブドラーに再戦を指令したが、再戦は実現しなかった。
2018年5月20日、大田区の大田区総合体育館にてWBAスーパー・IBF世界ライトフライ級統一王者の田口良一とWBA・IBF世界同級タイトルマッチを行い、12回3-0（3者とも114-113）の判定勝ちを収めWBAスーパー王座とIBF王座の獲得に成功、南アフリカのボクサーとして5人目となる2階級制覇を達成、リングマガジン王座を獲得した。
2018年7月25日、IBF世界ライトフライ級王座を返上した。
2018年12月31日、マカオで元IBF世界ミニマム級王者でWBA世界ライトフライ級2位京口紘人（ワタナベ）と対戦するが、10回終了後にブドラーが棄権してTKO負けとなりWBAスーパー王座とリングマガジン王座の初防衛に失敗、王座から陥落した。
2022年6月25日、メキシコのバハ・カリフォルニア州でエルウィン・ソトとWBCライトフライ級挑戦者決定戦を行い、12回判定勝ちを収めWBCライトフライ級王者寺地拳四朗への挑戦権を獲得した。

## 戦績
- プロボクシング：40戦 35勝 (11KO) 5敗

| 戦           | 日付           | 勝敗 | 時間     | 内容    | 対戦相手                       | 国籍             | 備考                                                                      |
| ------------ | -------------- | ---- | -------- | ------- | ------------------------------ | ---------------- | ------------------------------------------------------------------------- |
| 1            | 2007年7月5日   | ☆    | 1R       | TKO     | マイケル・セディアン           | 南アフリカ共和国 | プロデビュー戦                                                            |
| 2            | 2007年9月17日  | ☆    | 1R       | TKO     | ペトロス・マハラング           | 南アフリカ共和国 |                                                                           |
| 3            | 2007年11月12日 | ☆    | 2R       | TKO     | シブシソ・ングクァラシ         | 南アフリカ共和国 |                                                                           |
| 4            | 2007年12月18日 | ☆    | 4R       | 判定3-0 | マリオ・ガィオア               | メキシコ         |                                                                           |
| 5            | 2008年2月2日   | ☆    | 6R       | 判定    | シブシソ・トワニ               | 南アフリカ共和国 |                                                                           |
| 6            | 2008年4月29日  | ☆    | 6R       | 判定    | カンヤクデ・ムカンシ           | 南アフリカ共和国 |                                                                           |
| 7            | 2008年5月30日  | ☆    | 6R       | 判定3-0 | ロイソ・ンガンテニ             | 南アフリカ共和国 |                                                                           |
| 8            | 2008年7月15日  | ☆    | 6R       | 判定3-0 | ロナルド・パークス             | 南アフリカ共和国 |                                                                           |
| 9            | 2008年9月13日  | ☆    | 6R       | TKO     | ダリスズィ・コマニ             | 南アフリカ共和国 |                                                                           |
| 10           | 2008年11月29日 | ☆    | 6R       | 判定    | ロナルド・パークス             | 南アフリカ共和国 |                                                                           |
| 11           | 2009年4月2日   | ☆    | 12R      | 判定    | チャリティー・ムコンデレリ     | 南アフリカ共和国 | IBO全アフリカライトフライ級王座決定戦                                     |
| 12           | 2009年7月11日  | ☆    | 8R       | 判定3-0 | カヤンスクデ・ムカンシ         | 南アフリカ共和国 |                                                                           |
| 13           | 2009年9月29日  | ☆    | 12R      | 判定3-0 | ドクター・ウトセレ             | 南アフリカ共和国 | IBO全アフリカ防衛1                                                        |
| 14           | 2009年10月31日 | ☆    | 1R 1:47  | KO      | モトスワキ・モセレセレ         | 南アフリカ共和国 |                                                                           |
| 15           | 2010年2月27日  | ☆    | 12R      | 判定2-0 | ファニト・ルビリアル           | フィリピン       | IBO世界ライトフライ級王座決定戦                                           |
| 16           | 2010年6月29日  | ☆    | 12R      | 判定2-1 | ファニト・ルビリアル           | フィリピン       | IBO防衛1                                                                  |
| 17           | 2010年8月14日  | ☆    | 10R      | 判定2-1 | エヴァリスト・プリメロ         | メキシコ         |                                                                           |
| 18           | 2011年1月27日  | ★    | 12R      | 判定1-2 | ギデオン・ブゼレジ             | 南アフリカ共和国 | IBO王座陥落                                                               |
| 19           | 2011年5月29日  | ☆    | 4R 2:26  | KO      | ルヤンダ・ンクワンカワ         | 南アフリカ共和国 |                                                                           |
| 20           | 2011年9月24日  | ☆    | 12R      | 判定3-0 | マイケル・ランデロ             | フィリピン       | IBO世界ミニマム級王座決定戦                                               |
| 21           | 2012年3月26日  | ☆    | 8R       | 判定3-0 | シャミラ・コートマン           | 南アフリカ共和国 |                                                                           |
| 22           | 2012年9月22日  | ☆    | 12R      | 判定3-0 | フローレンテ・コンデス         | フィリピン       | IBO防衛1                                                                  |
| 23           | 2013年2月16日  | ☆    | 12R      | 判定3-0 | ルナン・トロンゴ               | フィリピン       | IBO防衛2                                                                  |
| 24           | 2013年6月15日  | ☆    | 12R      | 判定2-1 | ヌコシナチ・ジョイ             | 南アフリカ共和国 | IBO防衛3                                                                  |
| 25           | 2013年11月9日  | ☆    | 4R 2:29  | TKO     | ウーゴ・エルナン・ベルチェリ   | アルゼンチン     | WBA世界ミニマム級暫定王座決定戦・IBO防衛4                                 |
| 26           | 2014年3月1日   | ☆    | 1R 2:59  | KO      | カルルイス・ディアス           | コロンビア       | WBA世界ミニマム級王座決定戦 WBA暫定防衛1→正規王座に認定・IBO防衛5         |
| 27           | 2014年6月21日  | ☆    | 8R 1:06  | KO      | ピグミー・ゴーキャットジム     | タイ             | WBA防衛2・IBO防衛6                                                        |
| 28           | 2014年10月25日 | ☆    | 12R      | 判定3-0 | 熊朝忠                         | 中国             | WBA防衛3・IBO防衛7                                                        |
| 29           | 2015年2月21日  | ☆    | 12R      | 判定3-0 | ヘスス・シルベストレ           | メキシコ         | WBA防衛4・IBO防衛8                                                        |
| 30           | 2015年9月19日  | ☆    | 12R      | 判定3-0 | シンピウェ・コンコ             | 南アフリカ共和国 | WBA防衛5→スーパー王座に認定・IBO防衛9                                     |
| 31           | 2016年3月19日  | ★    | 12R      | 判定0-3 | バイロン・ロハス               | ニカラグア       | WBA・IBO陥落                                                              |
| 32           | 2016年10月22日 | ☆    | 12R      | 判定3-0 | シヤボンガ・シヨ               | 南アフリカ共和国 | WBAパンアフリカンライトフライ級王座決定戦                                 |
| 33           | 2017年2月4日   | ☆    | 7R 終了  | TKO     | ジョーイ・キャノイ             | フィリピン       | IBO世界ライトフライ級王座決定戦                                           |
| 34           | 2017年9月16日  | ★    | 12R      | 判定1-2 | ミラン・メリンド               | フィリピン       | IBF世界ライトフライ級タイトルマッチ                                       |
| 35           | 2018年5月20日  | ☆    | 12R      | 判定3-0 | 田口良一（ワタナベ）           | 日本             | WBA・IBF世界ライトフライ級タイトルマッチ WBA・IBF・リングマガジン王座獲得 |
| 36           | 2018年12月31日 | ★    | 10R 終了 | TKO     | 京口紘人（ワタナベ）           | 日本             | WBA陥落                                                                   |
| 37           | 2021年5月22日  | ☆    | 12R      | 判定3-0 | ジョナサン・アルマセン         | フィリピン       | WBCシルバー・ライトフライ級王座決定戦                                     |
| 38           | 2022年6月25日  | ☆    | 12R      | 判定3-0 | エルウィン・ソト               | メキシコ         | WBC世界ライトフライ級挑戦者決定戦                                         |
| 39           | 2023年5月6日   | ☆    | 1R 0:43  | KO      | サエンタノーン・トーシラチャイ | タイ             |                                                                           |
| 40           | 2023年9月18日  | ★    | 9R 2:19  | TKO     | 寺地拳四朗(BMB)                | 日本             | WBA・WBC世界ライトフライ級タイトルマッチ                                  |
| テンプレート |                |      |          |         |                                |                  |                                                                           |

## 獲得タイトル
- IBO全アフリカライトフライ級王座（防衛1）
- IBO世界ライトフライ級王座（1期目：防衛1)
- IBO世界ミニマム級王座（防衛9）
- WBA世界ミニマム級暫定王座（防衛1=正規王座に認定）
- WBA世界ミニマム級王座（防衛4=スーパー王座に認定）
- WBA世界ミニマム級スーパー王座（防衛0）
- WBAパンアフリカライトフライ級王座（防衛0）
- IBO世界ライトフライ級王座（2期目：防衛0）
- WBA世界ライトフライ級スーパー王座（防衛0）
- IBF世界ライトフライ級王座（防衛0=返上）
- リングマガジン世界ライトフライ級王座
- WBCライトフライ級シルバー王座